# Partidul Popular Austriac
Partidul Popular Austriac (în germană Österreichische Volkspartei, ÖVP) este un partid politic conservator, de centru-dreapta din Austria. Acest partid este în prezent la guvernare împreună cu Verzii - Alternativa Verde, avându-l ca lider pe cancelarul Karl Nehammer.

## Rezultate la alegeri

### Nationalrat
| An electoral | # din voturi | Poziție | % din voturi | # din locuri | Guvern                 |
| ------------ | ------------ | ------- | ------------ | ------------ | ---------------------- |
| 1945         | 1.602.227    | 1       | 49,8%        | 85           | Majoritate ÖVP-SPÖ-KPÖ |
| 1949         | 1.846.581    | 1       | 44,0%        | 77           | Majoritate ÖVP-SPÖ     |
| 1953         | 1.781.777    | 1       | 41,3%        | 74           | Majoritate SPÖ-ÖVP     |
| 1956         | 1.999.986    | 1       | 46,0%        | 82           | Majoritate ÖVP-SPÖ     |
| 1959         | 1.928.043    | 1       | 44,2%        | 79           | Majoritate ÖVP-SPÖ     |
| 1962         | 2.024.501    | 1       | 45,4%        | 81           | Majoritate ÖVP-SPÖ     |
| 1966         | 2.191.109    | 1       | 48,3%        | 85           | Majoritate ÖVP         |
| 1970         | 2.051.012    | 2       | 44,7%        | 78           | în opoziție            |
| 1971         | 1.964.713    | 2       | 43,1%        | 80           | în opoziție            |
| 1975         | 1.981.291    | 2       | 42,9%        | 80           | în opoziție            |
| 1979         | 1.981.739    | 2       | 41,9%        | 77           | în opoziție            |
| 1983         | 2.097.808    | 2       | 43,2%        | 81           | în opoziție            |
| 1986         | 2.003.663    | 2       | 41,3%        | 77           | Majoritate SPÖ-ÖVP     |
| 1990         | 1.508.600    | 2       | 32,1%        | 60           | Majoritate SPÖ-ÖVP     |
| 1994         | 1.281.846    | 2       | 27,7%        | 52           | Majoritate SPÖ-ÖVP     |
| 1995         | 1.370.510    | 2       | 28,3%        | 52           | Majoritate SPÖ-ÖVP     |
| 1999         | 1.243.672    | 2       | 26,9%        | 52           | Majoritate ÖVP-FPÖ     |
| 2002         | 2.076.833    | 1       | 42,3%        | 79           | Majoritate ÖVP-FPÖ     |
| 2006         | 1.616.493    | 2       | 34,3%        | 66           | Majoritate SPÖ-ÖVP     |
| 2008         | 1.269.656    | 2       | 26,0%        | 51           | Majoritate SPÖ-ÖVP     |
| 2013         | 1.125.876    | 2       | 24,0%        | 47           | Majoritate SPÖ-ÖVP     |
| 2017         | 1.341.930    | 1       | 31,4%        | 62           | Majoritate ÖVP-FPÖ     |

### Parlamentul European
| An electoral | # din voturi | Poziție | % din voturi | # din locuri |
| ------------ | ------------ | ------- | ------------ | ------------ |
| 1996         | 1.124.921    | 1       | 29.7%        | 7            |
| 1999         | 859.175      | 2       | 30,7%        | 7            |
| 2004         | 817.716      | 2       | 32,7%        | 6            |
| 2009         | 858.921      | 1       | 30,0%        | 6            |
| 2014         | 761.896      | 1       | 27,0%        | 5            |

## Legături externe
- Site Oficial
- Profil pe Site-ul PPE Arhivat în 20 iulie 2011, la Wayback Machine.